# Адолф фон Вирнебург
Адолф фон Вирнебург (на немски: Adolf von Virneburg; * пр. 1312; † 1391) е от 1380 до 1383 г. граф на Вирнебург.

## Произход
Той е най-малкият син на граф Рупрехт III (Роберт) фон Вирнебург († 1352) и първата му съпруга Агнес фон Рункел-Вестербург († 1339), дъщеря на Хайнрих I фон Вестербург († 1288) и Агнес фон Изенбург-Лимбург († 1319).
Роднина е на Хайнрих II фон Вирнебург († 1332), архиепископ на Кьолн и курфюрст и племенник на Хайнрих III фон Вирнебург († 1353), архиепископ и курфюрст на Майнц. Брат му Йохан фон Вирнебург († 1371) е епископ на Мюнстер (1363) и на Утрехт (1364).
Адолф става каноник в Св. Гереон в Кьолн и в Трир. През 1380 г. той става граф на Вирнебург.

## Фамилия
Адолф фон Вирнебург се жени за Юта фон Рандерат († 1407), дъщеря на Арнолд II фон Рандерат-Ерпрат († 1390) и Мария фон Сайн († сл. 1399). Те имат един син:
- Рупрехт IV († пр. 5 май 1444), граф на Вирнебург, I. женен пр. 21 февруари 1391 г. за Йоханета фон Бланкенхайм († 24 юни 1392), дъщеря на Герхард VIII фон Бланкенхайм († 1406), II. на 30 септември 1398 г. за Агнес фон Золмс-Браунфелс († 1415/1420), дъщеря на граф Ото I фон Золмс-Браунфелс († 1410).